# 洛尼
洛尼（法語：Lonny，法語發音：[lɔni]）是法国阿登省的一个市镇，属于沙勒维尔-梅济耶尔区。

## 地理
洛尼（49°48'57"N, 4°35'15"E）面积4.69 平方千米，位于法国大東部大區阿登省，该省份为法国北部内陆省份，西接埃纳省，南至马恩省，东临默兹省，北与比利时接壤。
与洛尼接壤的市镇（或旧市镇、城区）包括：克利龙、昂莱穆瓦讷、阿尔西、朗韦、索尔莫讷。

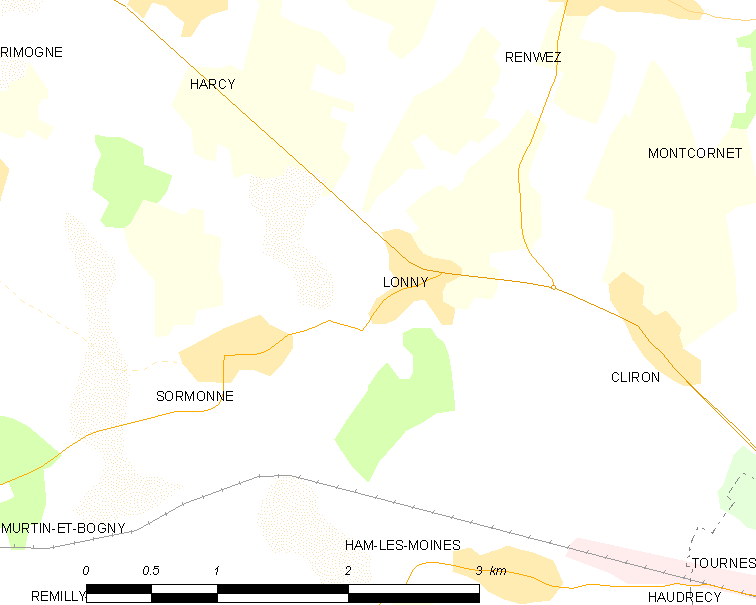
洛尼的OSM定位图

洛尼的时区为UTC+01:00、UTC+02:00（夏令时）。

## 行政
洛尼的邮政编码为08150，INSEE市镇编码为08260。

## 政治
洛尼所属的省级选区为罗克鲁瓦县。

## 人口

1962-2008年间洛尼人口变化图示

洛尼于2022年1月1日时的人口数量为618人。